# 曽田英津子
曽田 英津子（そだ えつこ）は、富山県出身の日本のフリーアナウンサーである。
元NHK富山放送局アナウンサーで、現在は富山県内を中心にして北陸地方のテレビ・ラジオ局の番組司会やリポーター、小学校や保育所等での本の読み聞かせやアナウンサー指導を行っている。詩吟二段、書道二段。
また1991年から2009年まで富山競輪場にてレース実況を担当した。日本初の女性実況アナウンサーとしても有名。
- 朗読ボランティア「ボイスジャングル」代表[1]